# Domingo Negro (película de 1977)

Domingo negro (Black Sunday en inglés) es una película estadounidense de suspense dirigida en 1977 por John Frankenheimer y basada en la novela homónima de Thomas Harris. Robert Evans estuvo al cargo de la producción, la cual está protagonizada por Robert Shaw, Bruce Dern y Marthe Keller. En 1978 fue nominada a un Premio Edgar Allan Poe como Mejor Película.
La premisa del film es la misma que la de la novela, cuyo autor se inspiró en los atentados de Múnich orquestados por el grupo palestino Septiembre Negro, considerado terrorista, contra el equipo olímpico israelí en los Juegos Olímpicos de 1972. Es el top 25 de las 100 mejores películas de acción de todos los tiempos por GQ.

## Argumento
Michael Lander (Bruce Dern) trabaja como piloto de un dirigible de la marca Goodyear encargado de retransmitir los partidos de la NFL. Resentido por años de tortura como prisionero de guerra en Vietnam y haber sido sometido a un consejo de guerra además de un amargo divorcio, pretende suicidarse, no sin antes llevarse por delante las vidas de varios espectadores que acuden al partido de la semana como "represalia".
Para ello conspira con Dahlia Iyad (Marthe Keller), integrante del grupo terrorista Septiembre Negro, urdiendo un ataque suicida mediante explosivo plástico y metralla (con el fin de hacer más daño). El plan consiste en cargar los explosivos en el dirigible y hacerlo detonar durante la Super Bowl X. En cuanto a la mujer, quiere perpetrar el atentado con el objetivo de atraer la atención de los medios de comunicación nacionales e internacionales hacia el conflicto palestino-israelí.
Ante la amenaza inminente, el mayor del Mosad David Kabakov (Robert Shaw) y el agente del FBI Sam Corley (Fritz Weaver) pretenden, mediante la cooperación entre ambas agencias, evitar una masacre.

## Reparto[5]
- Robert Shaw es Mayor David Kabakov (del Mosad).
- Bruce Dern es Michael Lander.
- Marthe Keller es Dahlia Iyad.
- Fritz Weaver es Agente Sam Corley (del FBI).
- Steven Keats es Robert Moshevsky.
- Bekim Fehmiu es Mohammed Fasil.
- Michael V. Gazzo es Muzi.
- William Daniels es Harold Pugh.
- Walter Gotell es Coronel Riat.
- Victor Campos es Nageeb.
- Joe Robbie es él mismo.
- Robert Wussler es él mismo.
- Pat Summerall es él mismo.
- Tom Brookshier es él mismo.
- Walter Brooke es Fowler.
- James Jeter es Vigilante.
- Clyde Kusatsu es Capitán de carguero.
- Tom McFadden es Farley.
- Robert Patten es Vickers.
- Than Wyenn es Embajador israelí.

## Producción

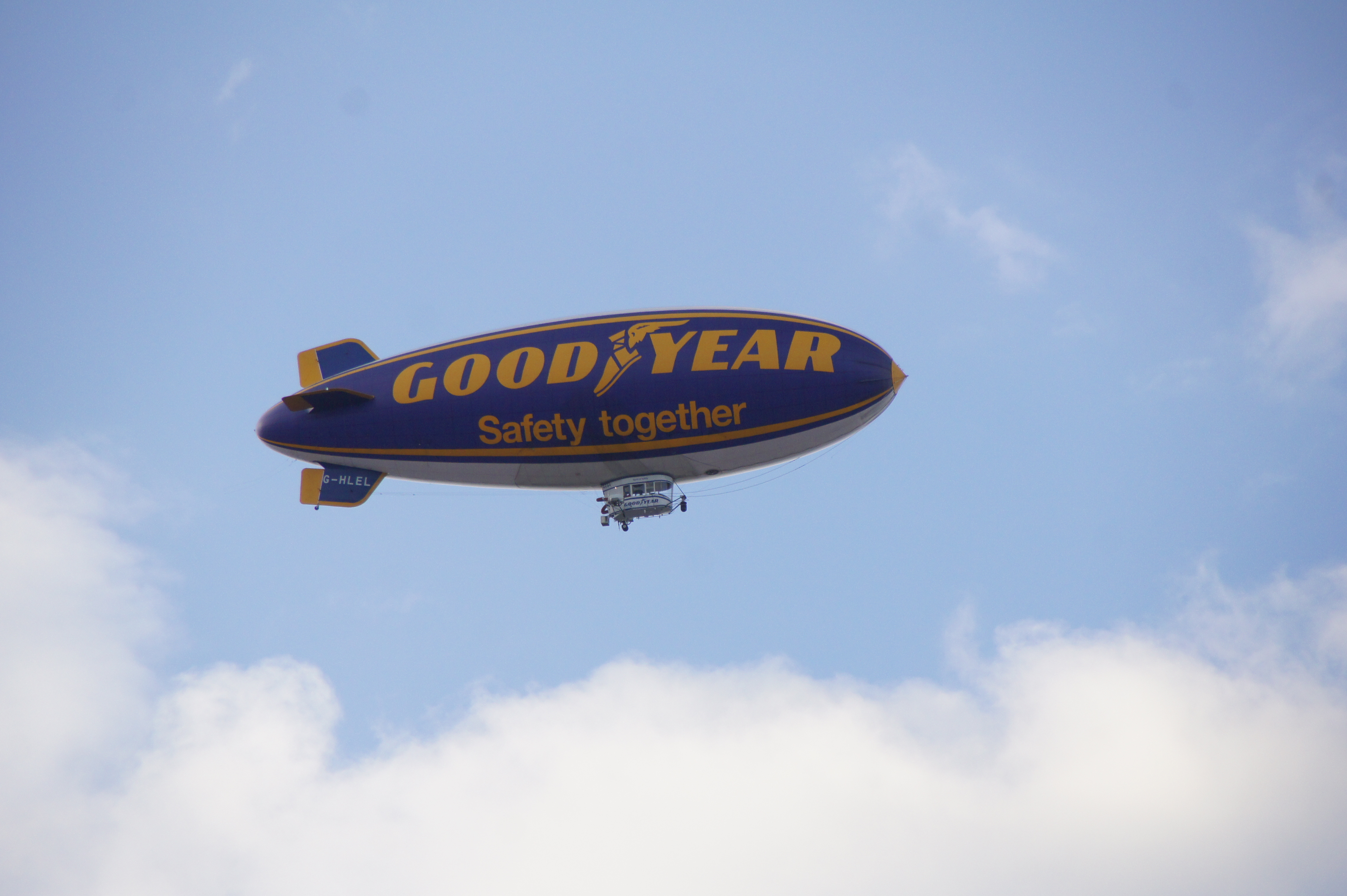
Zepelín Goodyear

De las novelas escritas por Harris, esta es la única en la que no recurre al personaje de Hannibal Lecter, no obstante se inspiró en la personaje antagónica del filme para crear a Clarice Starling, aparecida por primera vez en 1988 en la novela The Silence of the Lambs. Fue producida por Robert Evans, antiguo director de Paramount Pictures y quien ya produjera Chinatown y Marathon Man en 1974 y 1976 respectivamente.
Al haberse rodado en un espacio tan limitado como es el de un zepelín, el equipo de producción se enfrentó a un verdadero reto. Casualmente Frankenheimer tenía buenas relaciones con los [entonces] directivos de Goodyear Tire y Rubber Company tras haber trabajado con ellos en Grand Prix. El cineasta declaró en la biografía del crítico de cine, Charles Champlin que este "le ayudó a convencer a Goodyear de que les cediese el mayor dirigible del mundo localizado en Alemania Occidental en caso de que no pudiera ser posible".
Evans también contribuyó en una cooperación sin precedentes entre la NFL y el equipo técnico que les permitiera rodar varias escenas con los actores principales mientras se disputaba la final entre Dallas Cowboys y Pittsburgh Steelers.

### Dirigibles
Dicha compañía les cedió sus tres zepelines con la sección frontal modificada para el rodaje sobre el estadio. Cada uno fue fletado por un piloto de la compañía y cinco más del equipo de filmación. Las escenas del aterrizaje y el secuestro tuvieron lugar en la base aérea de Carson, California; el segundo dirigible fue utilizado en Spring, Texas y el tercero en el partido in situ, esta última tiene su sede en la isla Watson, Florida.